# هنري براون فاولر
هنري براون فاولر (بالإنجليزية: Henry Brown Fuller)‏ هو رسام أمريكي، ولد في 1867 في ديرفيلد في الولايات المتحدة، وتوفي في 1934 في نيو أورلينز في الولايات المتحدة.